# Демьянцы (Киевская область)
Демья́нцы (укр. Дем’янці) — село, входит в Переяслав-Хмельницкий район Киевской области Украины.
Население по переписи 2001 года составляло 1426 человек. Почтовый индекс — 08431. Телефонный код — 4567. Занимает площадь 6,45 км².

## Местный совет
Село Демьянцы — административный центр сельского совета.
Адрес местного совета: 08431, Киевская область, Переяслав-Хмельницький район, с. Демьянцы, ул. Ленина, 52-б.